# Лю Хе (Рання Чжао)
Лю Хе (спрощ.: 劉和; піньїнь: Liu He; помер 310) — імператор хуннської держави Рання Чжао періоду Шістнадцяти держав. Перебував на престолі лише сім днів.

## Життєпис
Був старшим сином Лю Юаня, який 308 року заснував державу Північна Хань. 310 року, перед своєю смертю, Лю Юань оголосив Лю Хе спадкоємцем престолу.
За три дні після сходження на трон новий імператор вирішив убити чотирьох своїх братів, остерігаючись того, що вони, маючи підтримку своїх військ, повалять його владу. Втім про такий задум імператора стало відомо Лю Цуну. Останній розбив імператорські війська та взяв в облогу палац. Після цього його люди знищили Лю Хе разом з його придворними, а Лю Цун зайняв трон.